# Hardcore Tano*C
Hardcore Tano*C (ハードコアタノシー, Hādokoa Tanoshī, estilizado em caixa alta) é uma gravadora japonesa especializada em música eletrônica, principalmente no gênero musical hardcore techno e j-core. A gravadora foi fundada em 30 de junho de 2003 por Yoshikazu Nagai, também conhecido como REDALiCE, embora utilizasse o nome Akai Hito na época. Inicialmente fundada sob o nome "ヾ(゜Д゜)ノハードコアタノシー", foi adotado o nome Hardcore Tano*C em 2007 após o lançamento do álbum de compilação Hardcore Syndrome. As músicas da Hardcore Tano*C fazem parte de jogos como  Muse Dash, e também aparecem em animes e em músicas com outros vocalistas. Desde 2011, a Hardcore Tano*C também esteve intimamente ligada à série de jogos de ritmo Bemani, da Konami, principalmente as subséries beatmania IIDX e Sound Voltex. Muitos dos membros da Hardcore Tano*C são colaboradores frequentes da Bemani, e a Konami até colaborou com a gravadora em alguns de seus álbuns. A gravadora também produz música doujin gravada em CDs.
A gravadora obteve sucesso tanto nacional quanto internacional, sendo considerada a principal gravadora de hardcore techno do Japão. Ficou conhecida por seus frequentes eventos ao vivo organizados regularmente ao longo dos anos, incluindo os eventos S2TBTANOC feitos em colaboração com o selo S2TB Recording, do músico kors k, e também o TANO*C TOUR, realizado todos os anos. Também costumam participar de diferentes eventos de música eletrônica no Japão, sendo a principal atração em alguns casos. Corey Prasek, do Otaquest, disse que Hardcore Tano*C é sinônimo do hardcore japonês, sendo pioneiro em trazer e expandir o gênero pelo país, e acrescentou: "Eu desafiaria você a tentar encontrar alguém que ouça música eletrônica japonesa e que nunca tenha ouvido falar de HARDCORE TANO*C".
Vários artistas convidados apareceram em compilações da Hardcore Tano*C, incluindo Ryu☆, kors k, DJ Shimamura, m1dy, M-Project, JAKAZiD (com o nome Joshka), Hommarju, Camellia, lapix, C-Show, Maozon, Nhato, Dustvoxx e Akira Complex.

## Artistas principais
Aqui estão listados os artistas principais da Hardcore Tano*C, com base em seu website oficial.
- REDALiCE
- t+pazolite
- USAO
- P*Light
- DJ Genki
- DJ Noriken
- DJ Myosuke
- RoughSketch
- Kobaryo
- aran
- Massive New Krew
- 源屋(minamotoya)
- kenta-v.ez.
- Getty
- Srav3R
- Laur